# Pernthon
Pernthon (frühere Namen auch Pernton, Bernthon oder Bernton) ist eine Ortschaft und als Bernton eine Katastralgemeinde der Gemeinde Schönbach im Bezirk Zwettl in Niederösterreich. Die Ortschaft hat 68 Einwohner (Stand 1. Jänner 2025). Bis Ende 1967 war Pernthon eine eigenständige Gemeinde.

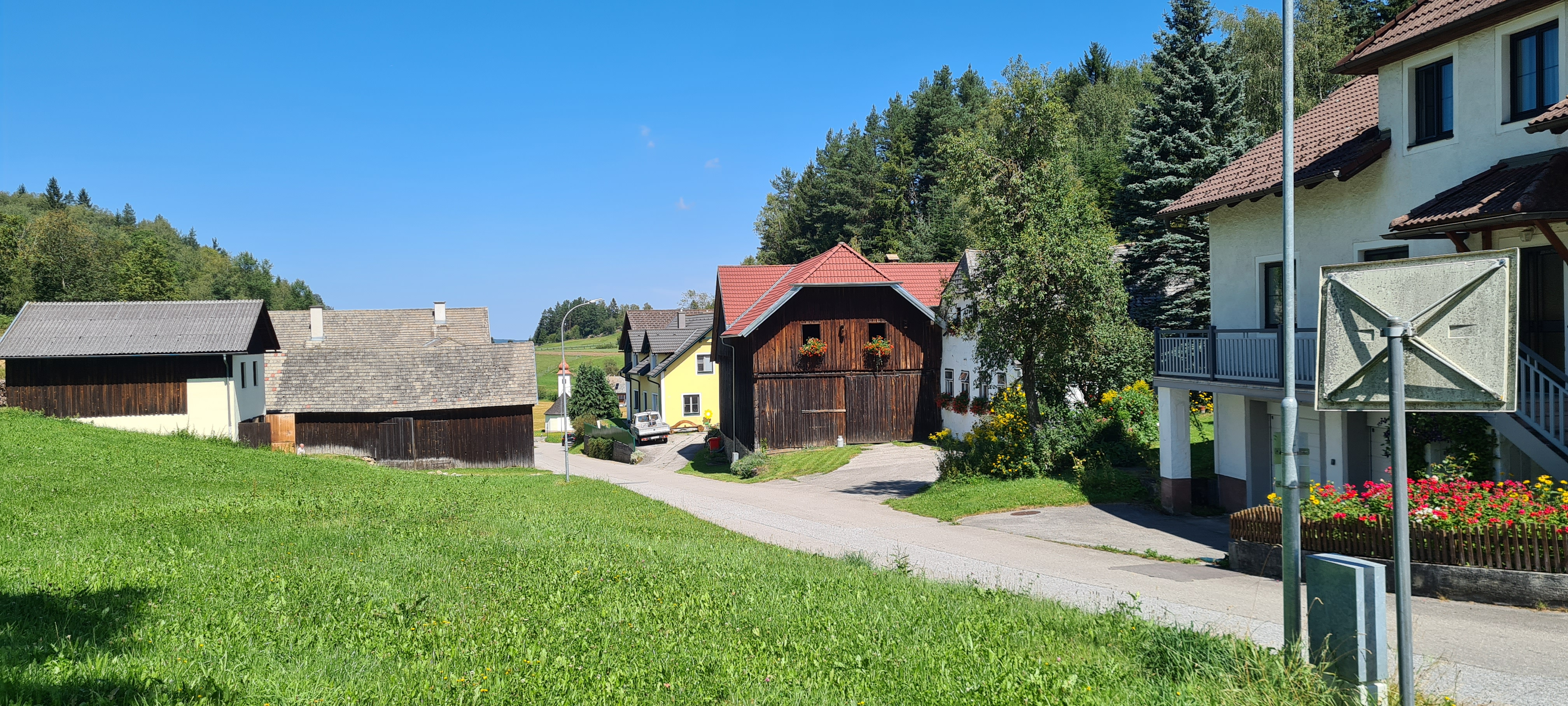
Blick auf Ort in südliche Richtung

## Geographie
Das Dorf befindet sich südöstlich von Schönbach zwischen dem Hasenbühel (814 m ü. A.) und dem Bernhardseck (852 m ü. A.). Weitere Ortsteile sind die Rotte Bankschmitten sowie die Einzellagen Gaunitzhof, Reidlhof, Satzinghof und Steinhöfl. Am 1. April 2020 umfasste die Ortschaft 36 Adressen.

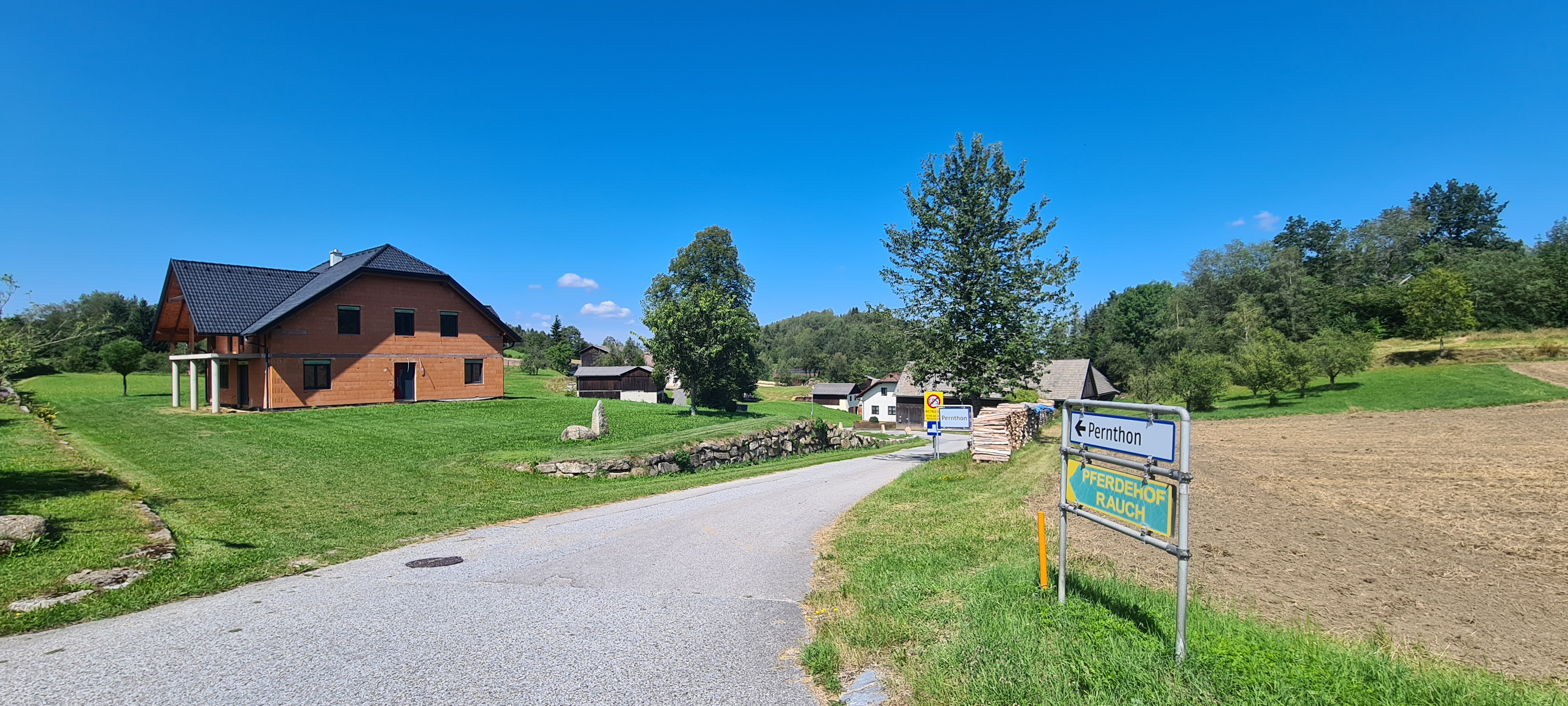
Ortseinfahrt

## Geschichte
Der Ort wurde 1371 zum ersten Mal schriftlich erwähnt und leitet sich von Bärentann oder Bärenwald ab, bis 1785 war der Ort der Pfarre Rappottenstein zugeordnet, danach kam er zu Pfarre Schönbach. Im Jahr 1822 wurde der Ort als Dorf mit neunzehn Häusern genannt, das nach Schönbach eingepfarrt war, wohin auch die Kinder eingeschult wurden. Die Herrschaft Rappottenstein besaß die Ortsobrigkeit, übte die Landgerichtsbarkeit aus, besorgte die Konskription und hatte die Grundherrschaft inne.
Mit der Aufhebung der Grundherrschaften wurde der Ort 1849 eine eigenständige Gemeinde, zu dieser zählte auch noch die Katastralgemeinde Aschen sowie die Dörfer Grub im Thale und Lichtenau, die Einzellagen Bankschmitten und Steinhäusel (heute Steinhöfl), die Höfe Gaunitzhof, Reidlhof, Satzinghof, Traxelhof und Wolfshof. Am 1. Jänner 1968 wird die bis dahin selbständige Gemeinde nach Schönbach eingemeindet.

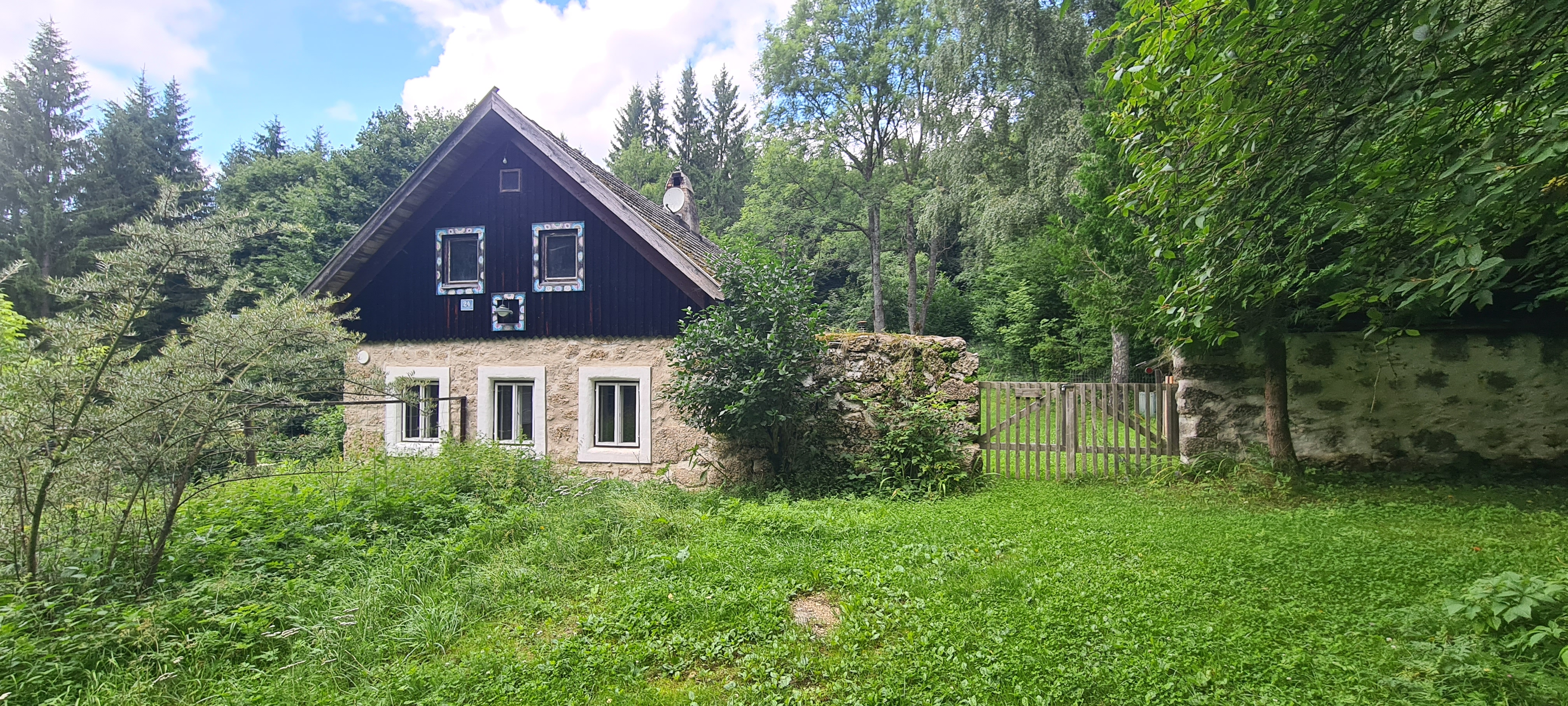
Blick auf die Einzellage Steinhöfl

Laut Adressbuch von Österreich waren im Jahr 1938 in Pernthon eine Gastwirtschaft, eine Mühle, ein Fotograf und mehrere Landwirte ansässig.

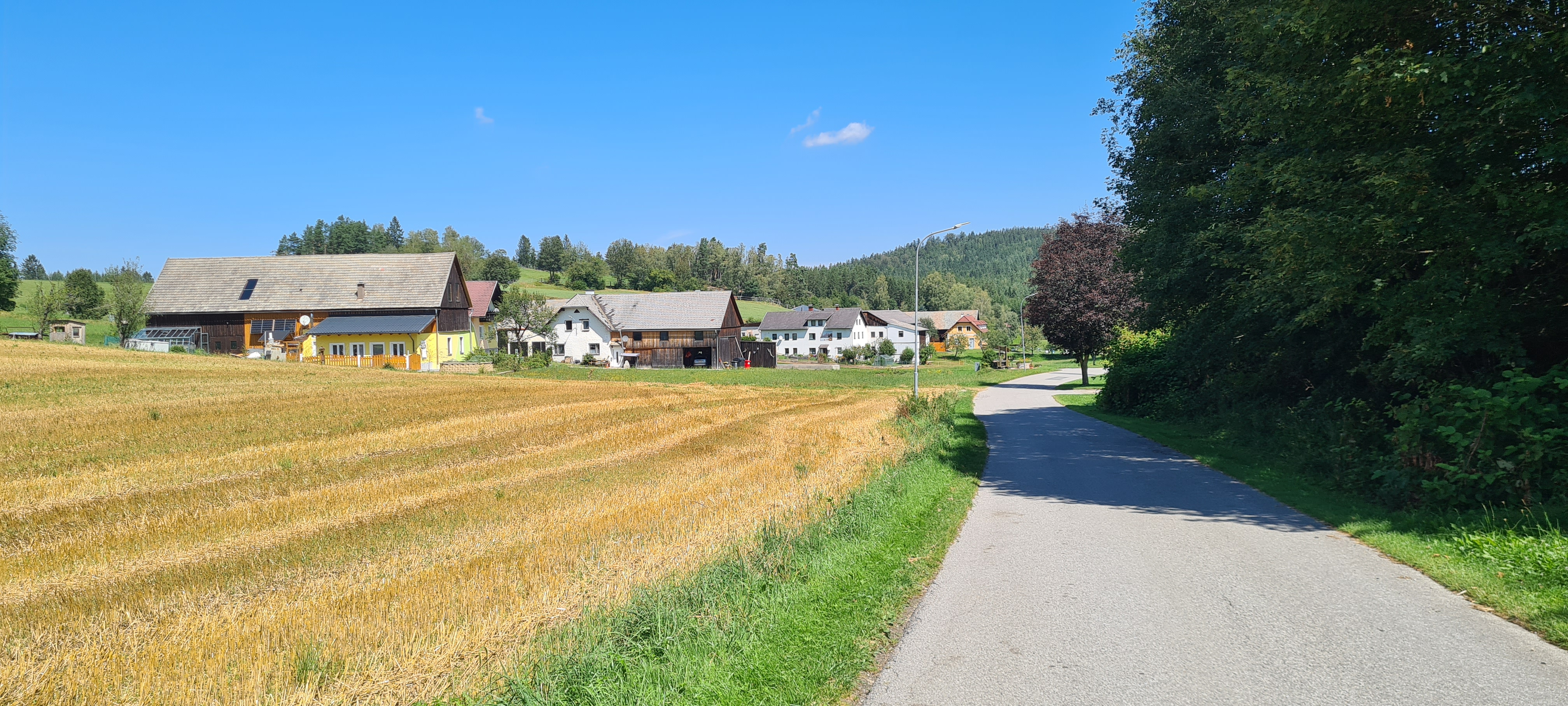
Blick auf den untereren Teil des Ortes in südliche Richtung

## Siedlungsentwicklung
Zum Jahreswechsel 1979/1980 befanden sich in der Katastralgemeinde Bernton insgesamt 52 Bauflächen mit 22.378 m² und 13 Gärten auf 1.898 m², 1989/1990 gab es 53 Bauflächen. 1999/2000 war die Zahl der Bauflächen auf 128 angewachsen und 2009/2010 bestanden 89 Gebäude auf 129 Bauflächen.

## Bodennutzung
Die Katastralgemeinde ist landwirtschaftlich geprägt. 412 Hektar wurden zum Jahreswechsel 1979/1980 landwirtschaftlich genutzt und 464 Hektar waren forstwirtschaftlich geführte Waldflächen. 1999/2000 wurde auf 381 Hektar Landwirtschaft betrieben und 492 Hektar waren als forstwirtschaftlich genutzte Flächen ausgewiesen. Ende 2018 waren 354 Hektar als landwirtschaftliche Flächen genutzt und Forstwirtschaft wurde auf 503 Hektar betrieben. Die durchschnittliche Bodenklimazahl von Bernton beträgt 13,4 (Stand 2010).